# Гарван
Вижте пояснителната страница за други значения на Гарван.
Гарванът (Corvus corax), е диво животно познато още и като гарван гробар, е едра чисто черна птица от семейство Вранови (Corvidae), разред Врабчоподобни (Passeriformes). Среща се по цялата територия на Северното полукълбо, включително и в България. Гарванът е най-широко разпространената вранова птица. Разпознати са най-малко осем подвида с малка вариация във външните характеристики, въпреки че нови изследвания показват значителни генетични различия между популациите от различни региони. Гарванът е една от двете най-едри вранови птици заедно с Corvus crassirostris и вероятно е най-тежката врабчоподобна птица. Възрастните птици имат средна дължина от 63 cm и маса от 1.2 kg. Може да живее до 21 години на свобода.

## Общи сведения
Дължината на тялото му е от 54 до 78 cm, размахът на крилете от 100 до 130 cm. Теглото му достига до 1,6 kg. Има широки и дълги крила с добре развити „пръсти“ на маховите пера и относително дълга опашка. Главата му изглежда едра поради четинестите пера по гърлото. Клюнът е масивен и ъгловат. Тялото на възрастните гарвани е оцветено черно с виолетов и син блясък.
Оперението е изцяло черно, клюнът и краката също. Има клиновидни опашни пера. Познава се и по перата точно под клюна.
В полет лесно се различава, защото е изцяло черен и е доста по-едър от сивата врана. Въпреки размерите си, лети акробатично – изпълнява падащи и премятащи се фигури, особено при брачния полет напролет.
Гласът му е характерното за семейството грачене, като при него е дълбоко и грубо или типичното „коррк...коррк“.
Не е общителен, по-често се вижда по двойки, но макар и рядко се събира на ята.

## Разпространение
Повсеместно разпространен в Европа, Азия, Северна Америка и Северна Африка, но никъде не е многоброен. Живее предимно в планините на значителна височина. В България е рядък вид и е включен като защитен вид в Червената книга.

## Начин на живот и хранене
За разлика от други представители на семейството, той е самотник и може да се види най-често по двойки или в изключително редки случаи на малки ята. Всеяден, храни се предимно с мърша и дребни животни, но също така обича и насекоми, червеи. Ако му се наложи се храни и с плодове. В природата изпълнява, редом с лешоядите, ролята на санитар. В някои случаи се изявява като активен хищник и напада дребни птици и бозайници (зайчета, плъхове, къртици и др.).

## Размножаване
Гнезди в непристъпни скалисти местности, като малките се задържат сравнително дълго време с родителите си и образуват в тези случаи малки семейни ята. Гнездото, когато е построено на дърво, е на значителна височина. Снася 3 – 7 светло синьозелени яйца, напръскани с кафеникави петънца. Техните размери са 46х33 mm.
Мътят около 20 – 23 дни, като някои от сведенията сочат, че мъти само женската, а според други – и двамата родители. Малките се излюпват голи и безпомощни, но след около месец и половина вече са достатъчно развити и напускат гнездото. Достигат полова зрялост на 3 години.

## Допълнителни сведения
Притежава завидни умствени способности, може да брои, има добра памет, известни са случаи и на заучаване на думи.
- Гарван
- Яйца на гарван